# Проблема трансформации
Проблема трансформации — одна из центральных проблем марксистской политэкономии и экономической науки, которая заключается в противоречии между трудовой теорией стоимости и тенденцией выравнивания нормы прибыли в различных отраслях промышленности. Трудовая теория стоимости подразумевает, что труд является источником стоимости и прибавочной стоимости (или прибыли), прибыль зависит от количества труда. Но вместе с тем в «капиталоёмких» отраслях норма прибыли более высокая, чем в «трудоёмких». Маркс попытался объяснить это противоречие через «выравнивание нормы прибыли», которое многие экономисты сочли натяжкой.

## История решения трансформационной проблемы
Карл Маркс вводит понятие цены производства в третьем томе «Капитала», утверждая, что в соответствии с трудовой теорией стоимости:
- общая норма прибыли определяется отношением прибавочной стоимости к общему капиталу, вложенного в экономику страны: {\displaystyle r=s/(c+v)}
- средняя прибыль в каждой отрасли определяется произведением общей нормы прибыли и инвестированного капитала в каждой отрасли: {\displaystyle p=r(c+v)}
- цена продукции по каждой отрасли определяется суммой издержек производства в каждой отрасли (сумма постоянного и переменного капитала) и средней в каждой отрасли прибыли: {\displaystyle pp=(c+v+p)},

где (с) — постоянный капитал, (v) — переменный капитал.
Определение проблемы трансформации впервые сформулировал В. И. Борткевич.
Борткевич утверждал, что решение К. Марксом проблемы трансформации стоимости в цену производства в III томе «Капитала» неполное: предложенная процедура преобразования охватывает цены на «выходе», а цены на «входе» как до, так и после этой процедуры выражаются в стоимости. В результате одни и те же товары покупаются по стоимостям, а продаются по ценам производства, — это и есть противоречие. Согласно Борткевичу, стоимости товаров на «входе» и «выходе» должны быть одновременно трансформированы в цены производства. При этом соблюдаются условия инвариантности Маркса: «сумма ценностей равняются сумме цен» и «совокупная прибавочная ценность равна совокупной прибыли».
Маркс не трансформировал в цены затраты постоянного и переменного капитала, что привело к тому, что одни и те же товары покупаются в качестве элементов производительного капитала и продаются в качестве выпуска на одном и том же рынке в первом случае по стоимостям, а во втором случае — по ценам производства, что в принципе невозможно. Проблема на долгие годы стала «проклятием» марксистской политэкономии, поскольку, по мнению критиков Маркса, доказывала несостоятельность экономических построений Маркса и его трудовой теории стоимости.
После публикации III тома «Капитала» противоречие между I и III томами «Капитала» критиковалось в работах Мюлпфордта (1895), Бём-Баверка (1896), Коморзинского (1897), Дмитриева (1898), Туган-Барановского (1905), Борткевича (1907), Харазова (1910), Мошковской (1929). Исследования по трансформации продолжил Суизи (1942), Винтерниц (1948), Мей (1948), Сетон (1957), Самуэльсон (1971).
С 1970-х годов появились «неорикардианские» или «сраффианские» интерпретации теории Маркса, представленные работами Добба (1972), Морисимы (1973), Мика (1976), Стидмена (1977). Эта интерпретация стала доминирующей, она базировалась в основном на результатах работы Сраффы (1960). Неорикардианская интерпретация подразумевала, что цены производства и общая норма прибыли могут быть получены непосредственно из матриц отраслевых расходов средств производства и реальной зарплаты.
В то же время появилось «итерационное решение трансформационной проблемы» в работах Броди (1970), Окишио (1972), Шейха (1973), Морисимы (1973), затем Морисимы и Кетефореса (1978), Шейха и Тонека (1994).
В 1980-х годах появилась «новая интерпретация» трансформационной проблемы, представленная работами: Думенил (1983), Фолей (1982), Липиц (1982), Гликк и Эрбар (1989), Мохун (1994), Дивайн (1990), Кемпбелл (1997), Мозли (2000), Саад-Филхо (1996), Накатани и Донг-Мин Рье (2003).
Вольф, Робертс и Каллари (1982) предложили «одновременную систему цен производства», в которой используется неизменная величина постоянного капитала в моделях стоимости и цен производства.

## Межвременной односистемный подход
Фримен и Карчеди (1996), Климан (2000), Климан и Мак-Глон (1999), Фримен (1999), Фримен и Климан (2002) представили межвременной односистемный подход, который базируется на использовании моделей динамической трансформации. Критический анализ данного подхода выполнили Думенил и Леви (1998), а также Донг-Мин Рье (2003).
Можно утверждать, что оригинальное, но не окончательное решение проблемы было предложено американским экономистом Эндрю Климаном в рамках межвременного односистемного подхода.